# Andy Haderer
Andy Haderer (* 16. Dezember 1964 in Baden (Niederösterreich) als Andreas Haderer) ist ein österreichischer Jazztrompeter.

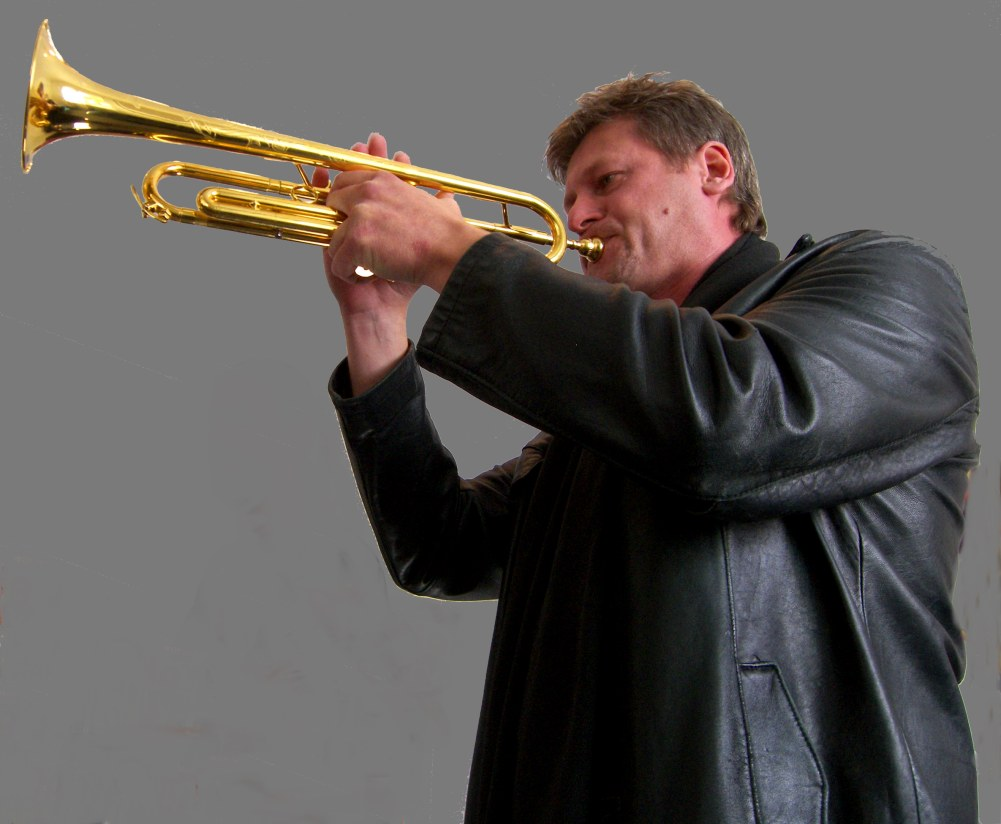
Andy Haderer

Nach klassischem Trompeten-Studium in Wien, unter anderem bei Robert Politzer, arbeitete Haderer als Musiker im Musical Cats und in der ORF-Big Band, aber auch als Solist bei Teddy Ehrenreich und in kleineren Formationen wie Jazz Ahead. 1985–1988 spielte er bei der Radio Big Band Zürich, ab 1986 auch bei Peter Herbolzheimers Rhythm Combination & Brass. Seit 1988 ist er in der WDR Big Band Köln als Lead-Trompeter beschäftigt. 1999 wurde er zum Professor für Jazztrompete an der Hochschule für Musik Köln ernannt. Schüler von ihm waren unter anderem Martin Hutter, Florian Menzel, Menzel Mutzke, Christoph Moschberger und Matthias Schriefl.
Haderer arbeitete auch mit Clark Terry, den Brecker Brothers, Joe Zawinul, Jay Clayton, Phil Collins, Diane Schuur, Patti Austin, Michael Gibbs, dem Vienna Art Orchestra, der Vienna Big Band Machine und den Gentlemen of Sound zusammen.

## Diskographische Hinweise
als Bandleader:
two generations of trumpets (mit Matthias Schriefl), live im Stadtgarten (CMO-music/Edel 2006)
als Leadtrompeter:
CDs mit der WDR Big Band, Rhythm Combination and Brass und anderen internationalen Big Bands
als Solist:
unter anderem mit Heinz von Hermann, ProBrass